# جان ویتاکر (ژیمناست)
جان ویتاکر (ژیمناست) (به انگلیسی: John Whitaker (gymnast)) ژیمناست زادهٔ ۹ آوریل ۱۸۸۶ میلادی اهل کشور بریتانیا است.